# Chrysis pulchella
Chrysis pulchella (Spinola, 1808) — вид ос з родини ос-блискіток (Chrysididae)

## Синоніми
- spinifera Abeille, 1878;
- adolescentula Semenov, 1912 (var.);
- personata Semenov, 1967 (ssp.);
- rubicunda Semenov, 1967 (ssp.);
- senescens Semenov, 1967 (ssp.).

## Поширення
Південь Західної Палеарктики.

## Хазяї
Не відомі.